# Балух Олександр Сергійович
Олександр Сергійович Балух (1996—2022) — молодший сержант збройних сил України, учасник російсько-української війни.

## Життєпис
Народився 16 червня 1996 року в селі Леухи Вінницької області. Закінчив Монастирищенське професійне училище, здобув професію кухар-бармена.
Грав у футбольній команді «Ірпінь АТО», у 2016 році призваний на строкову військову службу, під час служби підписав контракт з Національною гвардією України, був оператором бронетранспортера. З 2018 брав участь у війні на сході України.
По закінченню контракту одружився та переїхав до міста Дніпро, де працював у «Епіцентрі». 
Під час повномасштабної війни був молодшим сержантом у 40-му окремому стрілецькому батальйоні «Кодак».
Загинув 28 липня 2022 на Харківщині.

## Нагороди
- Орден «За мужність» III ступеня[1].
- Відзнака Президента України «За участь в антитерористичній операції».
- Нагрудний знак «Лицарський хрест».